# Grand gel de 1683-1684 en Europe
Le grand gel de 1683-1684 en Europe (dénommé « Great Frost of 1683–84 » en Angleterre) désigne une période de froid intense survenue en Europe du nord, aux Pays-Bas, en Belgique, dans le nord de la France et dans les Îles britanniques. 
De nombreux grands fleuves de ces secteurs de l'Europe, dont la Tamise et l'Escaut, furent entièrement gelés durant plus d'un mois entre Noël 1683 et la mi-février 1684. La mer gela en surface, empêchant ainsi les navires de quitter les ports et de gagner la haute mer.

## Description historique
L'historien suisse François Walter, auteur de l'essai Hiver Histoire d'une saison, explique dans cet ouvrage que l'hiver 1683-1684 est un des « plus sévères du dernier millénaire » et précise que la ville de Paris a subi 56 jours de gel entre la fin décembre 1683 et le mois de février.

### En Belgique
Durant le mois de mars 1684, une grande partie du territoire de l'actuelle Belgique (alors Pays-Bas espagnols) se retrouva inondée à la suite du débordement des cours d’eau, lié à la débâcle des glaces, après un hiver extrêmement rigoureux qui avait gelé ces cours d'eau, les embouchures des fleuves et même la mer du Nord, face au port d'Anvers.

### En France
Bien que moins intense que dans le nord de l'Europe, un froid très vif est ressenti à Paris. L'hiver, long et rigoureux, entraîne de mauvaises récoltes qui seront la cause de disettes. Selon François Arago, auteur de recherches historiques sur le climat, « cet hiver a été rigoureux dans toute l'Europe. Un froid
très-vif dura à Paris depuis le 11 janvier jusqu'au 17 ».

### Au Royaume-Uni

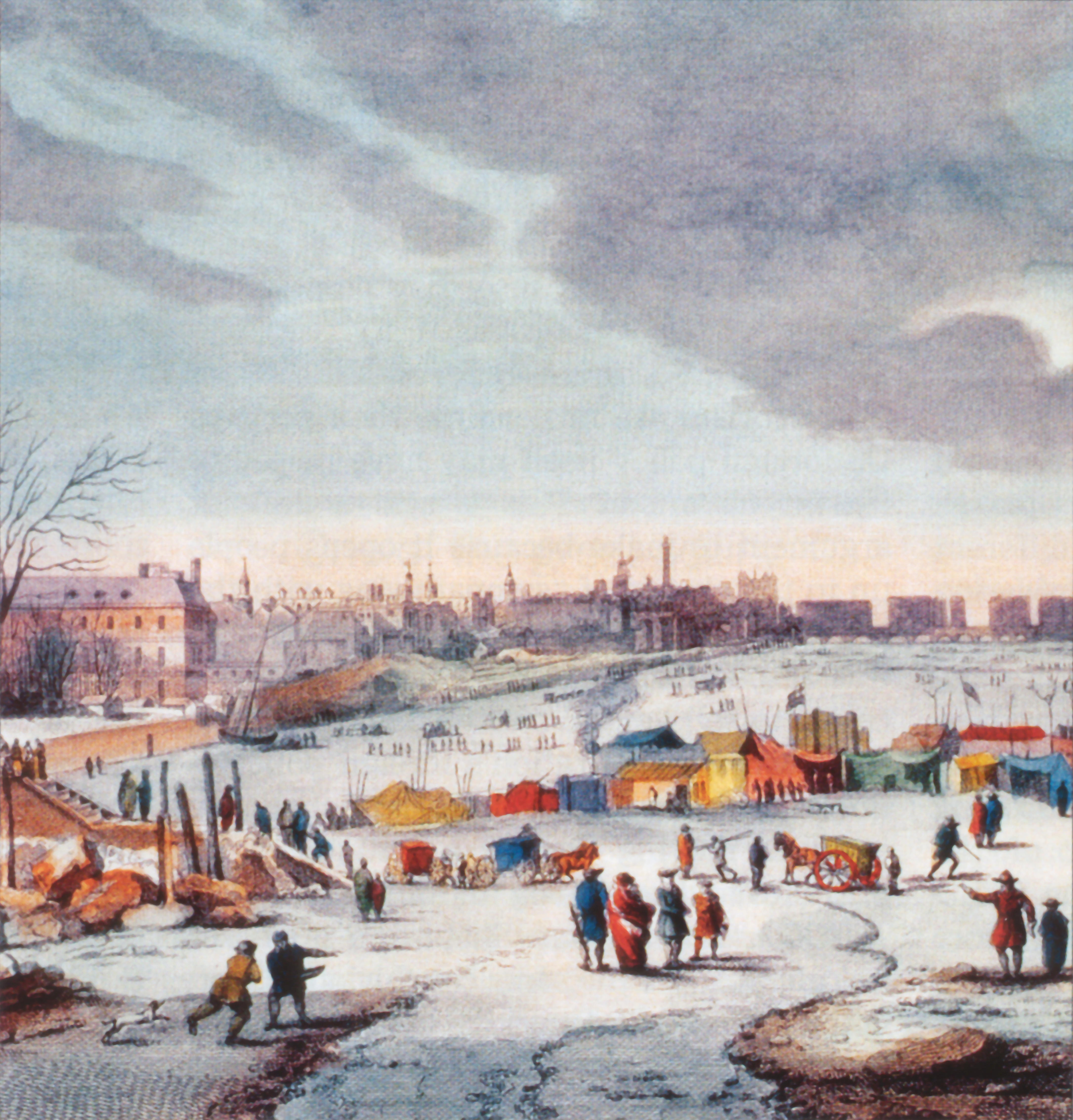
Thames Frost Fair de 1683–84, par Thomas Wyke

Entre décembre 1683 et février 1684, souvent présenté comme un des pires hivers que connut l’Angleterre, la Tamise fut totalement gelée pendant deux mois sur une épaisseur de 28 centimètres. Cela permettait aux Londoniens d'organiser de nombreuses activités sur le fleuve : patinage, courses, spectacles de marionnettes, échoppes. Ces événements furent progressivement fédérés en une véritable foire dénommée la « Frost Fair » (foire sur glace), dont la première édition officielle remonte à 1608 et la dernière en janvier 1814.

### En Suisse
En janvier 1684, le Léman gèle durant 18 jours, ce qui est considéré comme un record historique. Toute la rade de Genève est prise dans la glace, ainsi qu'une partie du cours du Rhône ce qui empêche les moulins de tourner et les boulangers, à court de farine, ne peuvent plus fournir la population en pain. En désespoir de cause, les autorités genevoises demandent à l'armée de briser la glace.

## Causes
Cette période de grand froid se déroule durant le minimum de Maunder estimé à une période située entre 1645 et 1715, qui correspondrait à une baisse de l'activité magnétique du Soleil.

## Dans la culture populaire
C'est durant cette période que se déroule la guerre des Réunions opposant la France et l'Espagne. Les troupes de Louis XIV en profitent pour tenter d'envahir les Pays-Bas espagnols.